# Liste der Biografien/Becc
Liste der Biografien |
Portal Biografien |
Personensuche
# |
A |
B |
C |
D |
E |
F |
G |
H |
I |
J |
K |
L |
M |
N |
O |
P |
Q |
R |
S |
T |
U |
V |
W |
X |
Y |
Z |
?
 
Ba |
Be |
Bd |
Bg |
Bh |
Bi |
Bj |
Bl |
Bm |
Bn |
Bo |
Br |
Bs |
Bu |
Bw |
By |
Bz
 
Bea–Beb |
Bec |
Bed |
Bee |
Bef |
Beg |
Beh |
Bei |
Bej |
Bek |
Bel |
Bem |
Ben |
Beo |
Bep |
Beq |
Ber |
Bes |
Bet |
Beu |
Bev |
Bew |
Bex |
Bey |
Bez
 
Beca |
Becc |
Bece |
Bech |
Beci |
Beck |
Becl |
Becm |
Becn |
Beco |
Becq |
Becr |
Becs |
Bect |
Becu |
Becv |
Becz
Die Liste der Biografien führt alle Personen auf, die in der deutschsprachigen Wikipedia einen Artikel haben. Dieses ist eine Teilliste mit 33 Einträgen von Personen, deren Namen mit den Buchstaben „Becc“ beginnt.

## Becc

### Becca
- Becca, Flavio (* 1962), luxemburgischer Immobilieninvestor und Mäzen
- Beccadelli di Bologna, Maria (1848–1929), Berliner Salonière
- Beccadelli, Antonio (1394–1471), italienischer Humanist
- Beccafumi, Domenico (1486–1551), italienischer Maler und Bildhauer
- Beccali, Luigi (1907–1990), italienischer Mittelstreckenläufer und Olympiasieger
- Beccalli, Elena (* 1973), italienische Wirtschaftswissenschaftlerin, Rektorin der Università Cattolica del Sacro Cuore
- Beccaloni, Janet (* 1966), britische Arachnologin und Kuratorin
- Beccantini, Roberto (* 1950), italienischer Sportjournalist
- Beccard, Imme (* 1970), deutsche Schauspielerin
- Beccard-Blensdorf, Luise (1881–1956), deutsche Schriftstellerin
- Beccarelli, Mauro (* 1981), Schweizer Eishockeyspieler
- Beccari, Chiara (* 2004), san-marinesisch-italienische Fußballspielerin
- Beccari, Luca (* 1974), san-marinesischer PolitikerLuca Beccari (* 1974)

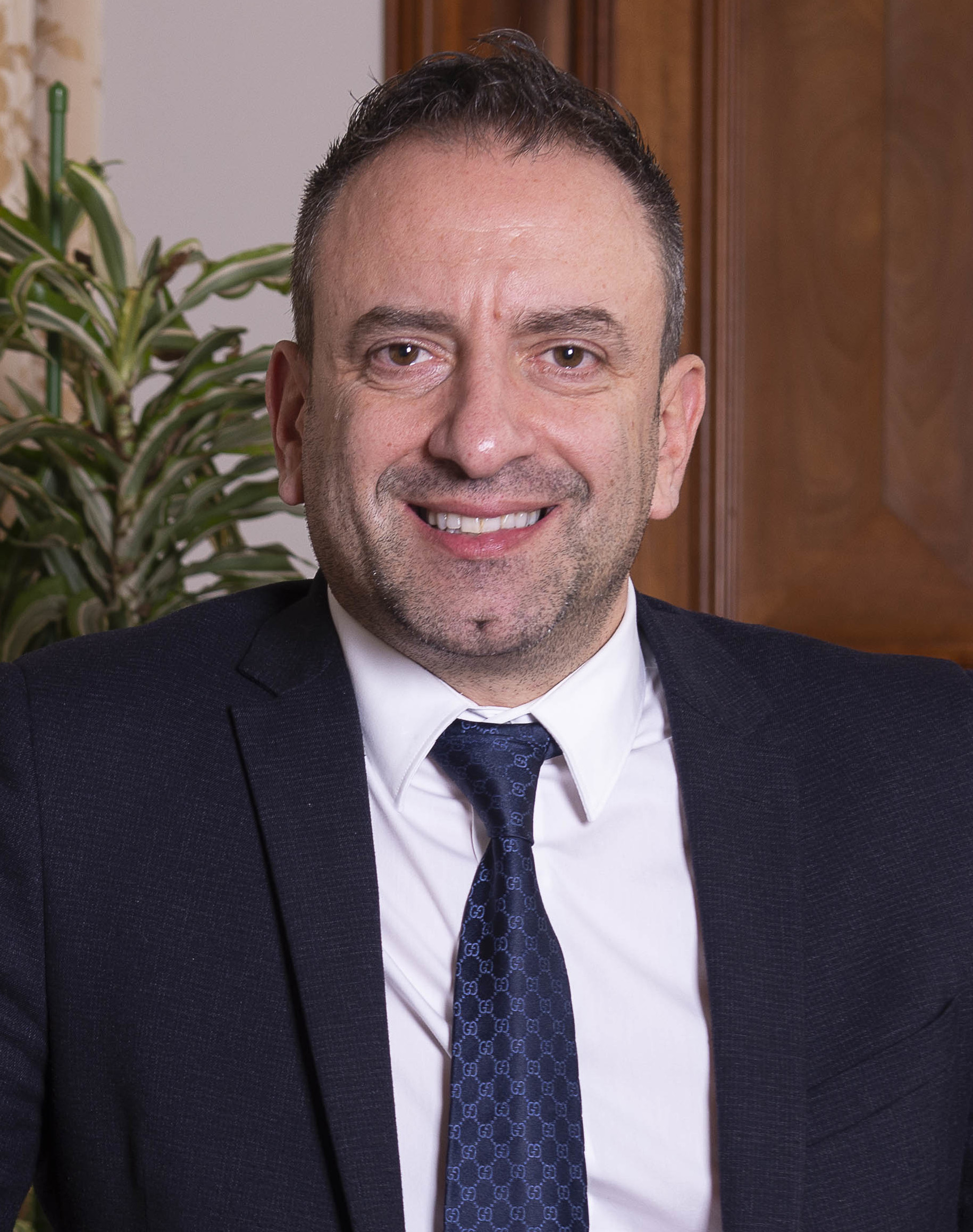
Luca Beccari (* 1974)

- Beccari, Mattia (* 2006), san-marinesischer Skirennläufer
- Beccari, Odoardo (1843–1920), italienischer Botaniker
- Beccari, Simon (* 1998), italienischer Fußballspieler
- Beccaria, Cesare (1738–1794), italienischer Rechtsphilosoph
- Beccaria, Giambatista (1716–1781), italienischer Physiker
- Beccaria, Giovanni († 1580), Lehrer und Reformator in Locarno, im Misox und Bergell
- Beccaria, Mario (1920–2003), italienischer Politiker, Mitglied der Camera dei deputati
- Beccaruzzi, Francesco, italienischer Maler
- Beccau, Christian Ulrich (1809–1867), deutscher Advokat und Notar
- Beccau, Joachim (1690–1754), deutscher Dichter und Opernlibrettist

### Becce
- Becce, Giuseppe (1877–1973), italienischer Filmkomponist und Schauspieler
- Beccerus, Bruno (1582–1609), deutscher Pädagoge und Logiker

### Becch
- Becchetti, Francesco (* 1966), italienischer Unternehmer und Fußballmanager
- Becchi, Carlo (* 1939), italienischer theoretischer Physiker und Hochschullehrer
- Becchina, Gianfranco (* 1939), italienischer Antikenhändler
- Becchio, Luciano (* 1983), argentinischer Fußballspieler

### Becci
- Beccia, Mario (* 1955), italienischer Radsportler
- Becciu, Ana (* 1948), argentinische Lyrikerin und Übersetzerin
- Becciu, Giovanni Angelo (* 1948), italienischer Geistlicher und ehemaliger Kurienkardinal der römisch-katholischen KircheGiovanni Angelo Becciu (* 1948)

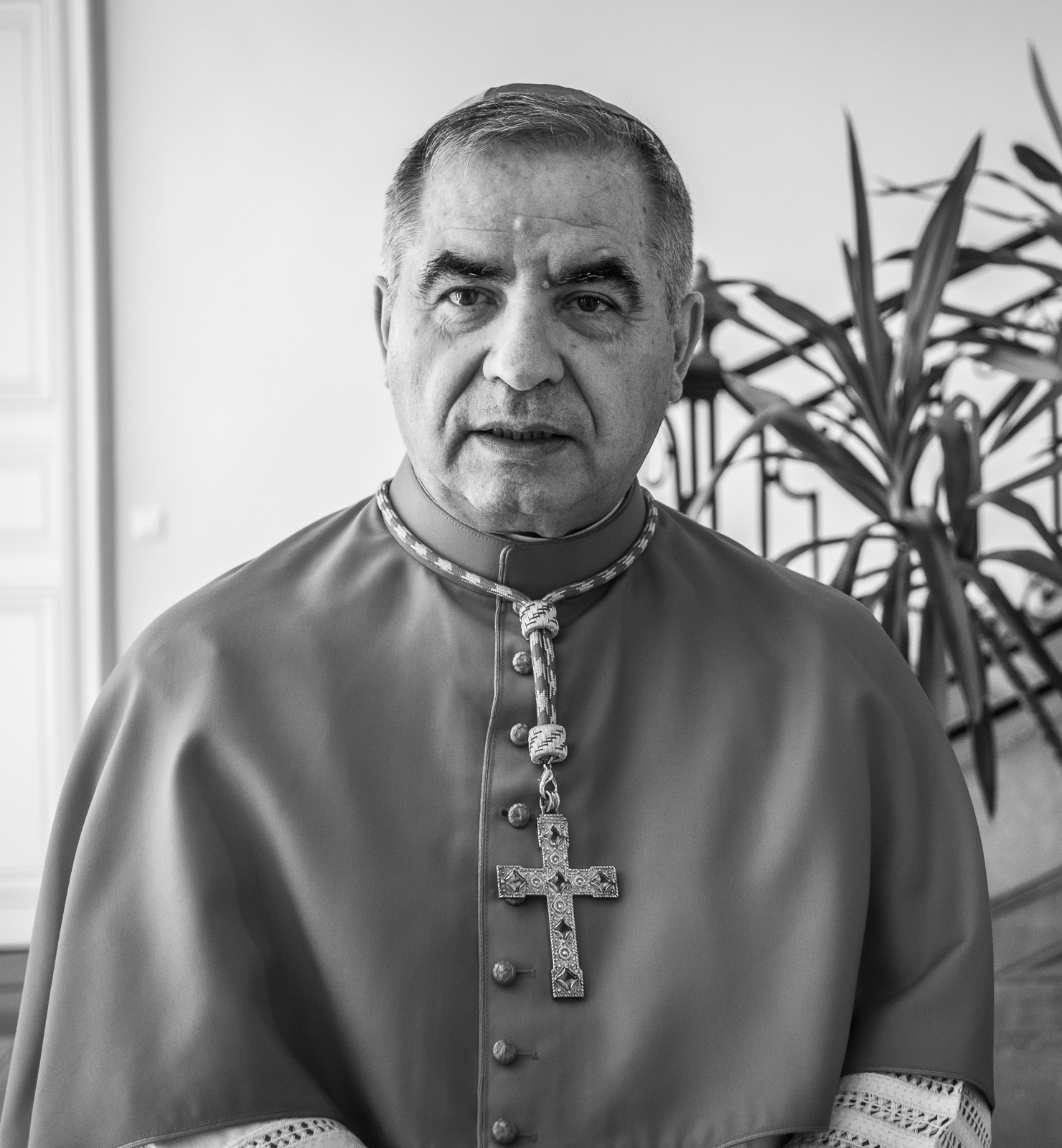
Giovanni Angelo Becciu (* 1948)

### Beccu
- Beccu, Jérémy (* 1990), französischer Boxer